# 迈克·班图姆
迈克尔·艾伦·班图姆（英語：Michael Allen Bantom，1951年12月3日—），美国前男子职业篮球运动员，曾效力于NBA联盟。他在1973年的NBA选秀中第1轮第8顺位被菲尼克斯太阳选中。